# Kanton Castillon-la-Bataille
Der Kanton Castillon-la-Bataille war bis 2015 ein französischer Wahlkreis im Arrondissement Libourne, im Département Gironde und in der Region Aquitanien; sein Hauptort war Castillon-la-Bataille.
Der Kanton Castillon-la-Bataille war 100,96 km² groß und hatte 10.463 Einwohner (Stand: 2012).
Der 14 Gemeinden umfassende Kanton hieß bis zur Umbenennung des Hauptortes Castillon im Jahr 1953 Kanton Castillon-sur-Dordogne.

## Gemeinden
| Gemeinde                  | Einwohner | Code postal | Code Insee |
| ------------------------- | --------- | ----------- | ---------- |
| Belvès-de-Castillon       | 341       | 33350       | 33045      |
| Castillon-la-Bataille     | 3113      | 33350       | 33108      |
| Gardegan-et-Tourtirac     | 282       | 33350       | 33181      |
| Sainte-Colombe            | 349       | 33350       | 33390      |
| Saint-Étienne-de-Lisse    | 355       | 33330       | 33396      |
| Saint-Genès-de-Castillon  | 389       | 33350       | 33406      |
| Saint-Hippolyte           | 209       | 33330       | 33420      |
| Saint-Laurent-des-Combes  | 347       | 33330       | 33426      |
| Saint-Magne-de-Castillon  | 1757      | 33350       | 33437      |
| Saint-Pey-d’Armens        | 276       | 33330       | 33459      |
| Saint-Philippe-d’Aiguille | 424       | 33350       | 33461      |
| Sainte-Terre              | 1635      | 33350       | 33485      |
| Les Salles-de-Castillon   | 369       | 33350       | 33499      |
| Vignonet                  | 533       | 33330       | 33546      |

## Bevölkerungsentwicklung
| 1962 | 1968 | 1975 | 1982   | 1990   | 1999   |
| ---- | ---- | ---- | ------ | ------ | ------ |
| 9598 | 9949 | 9929 | 10.010 | 10.177 | 10.379 |